# Stefan Hofmann (Psychologe)
Stefan Georg Hofmann (* 15. Dezember 1964 in Bietigheim-Bissingen) ist ein deutscher klinischer Psychologe und Alexander von Humboldt-Professor sowie Empfänger der LOEWE Spitzenprofessur für translationale klinische Psychologie an der Philipps-Universität Marburg.
Seit 2012 ist er außerdem als Editor in Chief der Zeitschrift Cognitive Therapy and Research tätig.

## Ausbildung
Hofmann studierte Psychologie an der Philipps-Universität Marburg, wo er 1993 seinen Doktortitel erwarb.

## Forschung
Hofmanns Forschung umfasst vor allem Gefühlsstörungen. Durch die klinische Anwendung von Ergebnissen aus der Gefühlsforschung und Neurowissenschaft erforscht er die Vorgänge, die bei psychologischen Behandlungen das Erleichtern von Symptomen erwirken.
Eine besonders für die pharmakologische Unterstützung von Psychotherapien bedeutsame Entdeckung von Hofmann ist, dass D-Cycloserin als Agonist des Glutamatrezeptors bei dem für Konfrontationstherapie sehr wichtigen Vorgang des Extinktionslernens helfen und die Behandlung von Angststörungen beschleunigen kann.
Des Weiteren konnte Hofmann große Beiträge zu Mindfulness und der Erforschung von Emotionen in der Therapie leisten. Vor allem das Gebiet der Regulierung zwischenmenschlicher Emotionen konnte durch seine Entdeckungen vorangetrieben werden.
Zurzeit entwickelt Hofmann in Zusammenarbeit mit Steven C. Hayes und David Sloan Wilson die prozessbasierte Therapie (PBT). Basierend auf der kognitiven Verhaltenstherapie, kombiniert dieser idiographischer Behandlungsansatz verschiedene Ergebnisse aus der Evolutionsforschung und komplexen Netzwerken, um direkt die Vorgänge anzugehen, die effektiven psychologischen Behandlungen zugrunde liegen.

## Auszeichnungen
Hofmann hat 20 Bücher und mehr als 400 wissenschaftliche Artikel veröffentlicht. Von Clarivate Analytics und dem Institute for Scientific Information wird er als ISI Highly Cited Researcher gelistet.